# 殺×愛 -きるらぶ-
『殺×愛 -きるらぶ-』は、風見周による日本のライトノベル作品である。イラストはG・むにょが担当。富士見ファンタジア文庫（富士見書房）より2005年6月から2007年6月まで刊行された。第7回龍皇杯優勝作品。2007年にドラマCD化された。

## ストーリー
殺すために恋をして×死ぬために愛しあう
ある日突然、世界滅亡（）が始まった世界。「天使」と言う怪物が、人類が滅ぶまで人や街を壊して「回収」する。人類最後の人間、オメガこと椎堂密の前に現れた対天使兵器（）の少女・サクヤ。サクヤは世界を救うために密を殺しに来たのだが、殺すことができない。なぜなら密は両想いの相手に殺されることでしか死ぬことができないからだ。
戸惑うサクヤに対して、密は言う。「僕と恋愛をしよう」。
こうして、世界を救うための恋物語が始まる。

## 登場人物
椎堂 密（しどう ひそか）
声 - 福山潤
本作の主人公。人類最後の人間「オメガ」。学校を卒業する日“あの人”に殺されると決めている。
人類最後の人間となる定めのために不死の存在である。
世界滅亡（）を防ぐためには彼を殺すことが必須。
彼を殺す条件は彼と愛し合っている女性であること。
有栖川 咲夜（ありすがわ さくや）
声 - 能登麻美子
本作のヒロイン。対天使兵器（）の少女。世界を救うため密と恋愛をする。
正式名称は「スペード0000」であり、有栖川 咲夜は偽名。
ARICEによって薬物投与や手術を受けた改造人間である。
萌月 来夏（ほうづき らいか）
声 - 松来未祐
もう一人のヒロイン。密の幼馴染。密のことが好き。
童顔巨乳。
縁遠 丹闇（えんどう にやみ） … にゃみちゃん
声 - 水樹奈々
「転校生（）」の一人。「世界樹（）」と呼ばれる天才ハッカー少女。
左眼の奥に腫瘍があり、猫目となっている。
嗜血症により人の血を好み、密に頼まれごと（主にハッカー関係）をするたびに密の血を飲ませてもらっている。
“あの人”
密が会うことを切望して止まない女性。ARICEの創設者でアリス、ザ・ファースト。
本当の名前はイブ。世界滅亡（）が終わった後に人類最初の女性となるために神に創られた天使。
アダム
赤い法衣を着た謎の少年。度々、密の前に現れる。密と同じ不死身の肉体を持つ。
イブ同様、世界滅亡（）が終わった後に人類最初の人間になるために神に創られた天使。

## 用語
天使
人類が滅ぶまで人や街を壊して回収していく謎の存在。階級などによって強さが違う。力が強くなればなるほど、その姿は人間のそれに近くなる。
紙吹雪
天使によってなにかが回収されると、空から降ってくる、冷たくない雪。
対天使兵器（）
天使を殺す力を持った少女。

## 既刊一覧
- 風見周（著）・G・むにょ（イラスト）、	富士見書房〈富士見ファンタジア文庫〉、全7巻
  - 『殺×愛0 -きるらぶ ZERO-』、2005年6月18日発売[2]、ISBN 4829117311
  - 『殺×愛1 -きるらぶ ONE-』、2005年11月19日発売[3]、ISBN 482911777X
  - 『殺×愛2 -きるらぶ TWO-』、2006年2月18日発売[4]、ISBN 4829118008
  - 『殺×愛3 -きるらぶ THREE-』、2006年5月20日発売[5]、ISBN 4829118237
  - 『殺×愛4 -きるらぶ FOUR-』、2006年6月20日発売[6]、ISBN 4829118342
  - 『殺×愛5 -きるらぶ FIVE-』、2006年10月20日発売[7]、ISBN 4829118687
  - 『殺×愛6 -きるらぶ SIX-』、2007年2月20日発売[8]、ISBN 978-4829119044
  - 『殺×愛7 -きるらぶ SEVEN-』、2007年6月20日発売[9]、ISBN 4829119330